# 17954 Hopkins
A 17954 Hopkins (ideiglenes jelöléssel 1999 JP20) a Naprendszer kisbolygóövében található aszteroida. A LINEAR projekt keretében fedezték fel 1999. május 10-én.